# Dove kikkers
Dove kikkers (Dyscophinae) zijn een onderfamilie van kikkers uit de familie smalbekkikkers (Microhylidae). De groep werd voor het eerst wetenschappelijk beschreven door George Albert Boulenger in 1882. Oorspronkelijk werd de groep als familie aangeduid en werd de wetenschappelijke naam Dyscophidae gebruikt.
Vroeger telde de dove kikkers meerdere geslachten maar tegenwoordig worden alleen de soorten uit het geslacht Dyscophus tot de Dyscophinae gerekend. Alle soorten komen voor in Afrika en leven endemisch op Madagaskar.

## Taxonomie
Onderfamilie Dyscophinae
- Geslacht Dyscophus

Adelastinae · 
Asterophryinae · 
Chaperininae · 
Cophylinae · 
Dyscophinae · 
Gastrophryninae · 
Hoplophryninae · 
Kalophryninae · 
Melanobatrachinae · 
Microhylinae · 
Otophryninae · 
Phrynomerinae · 
Scaphiophryninae